# Pompe à vent
Pour les articles homonymes, voir Pompe (homonymie).

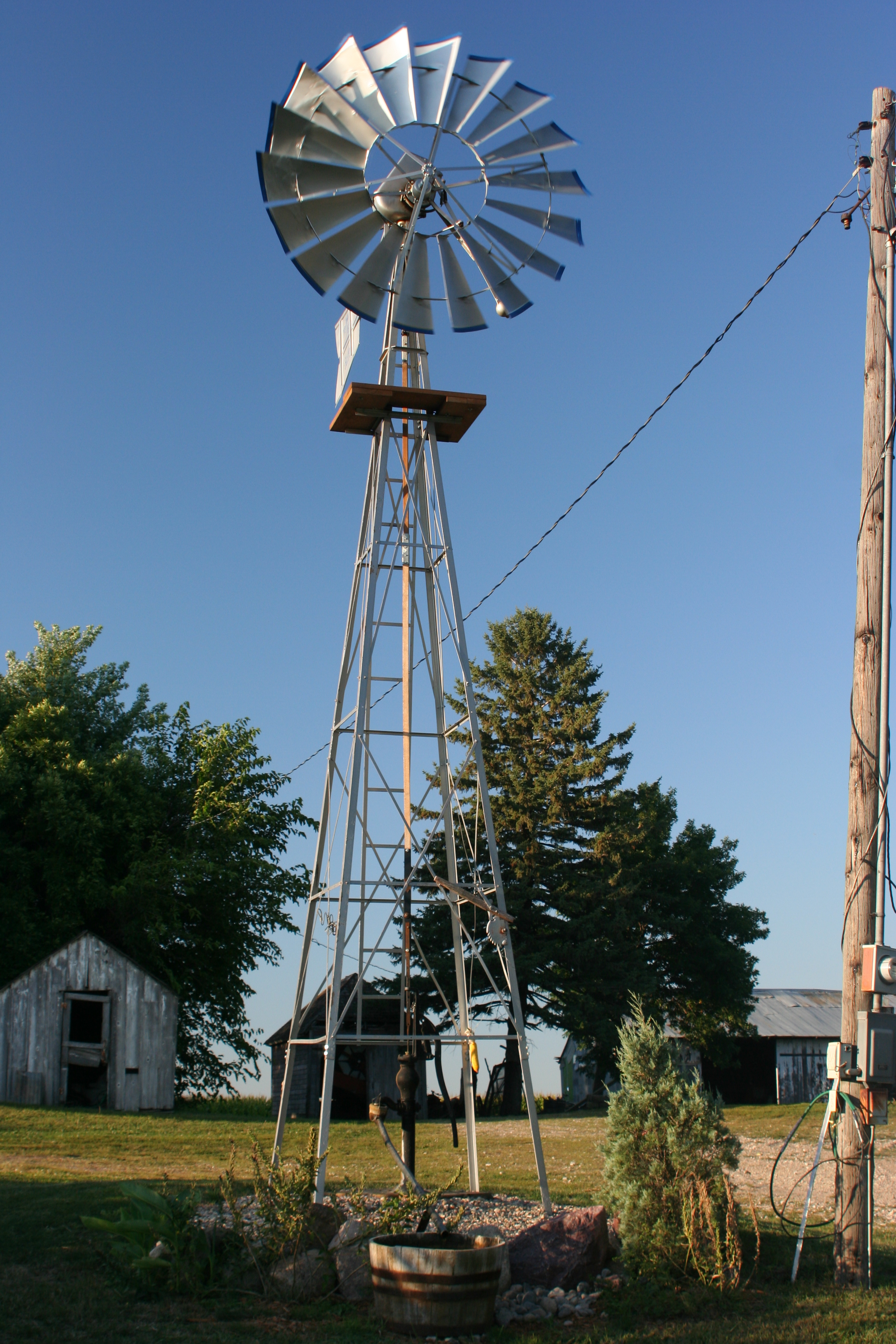
Une pompe à vent à lames multiples dans une ferme de l'Iowa.

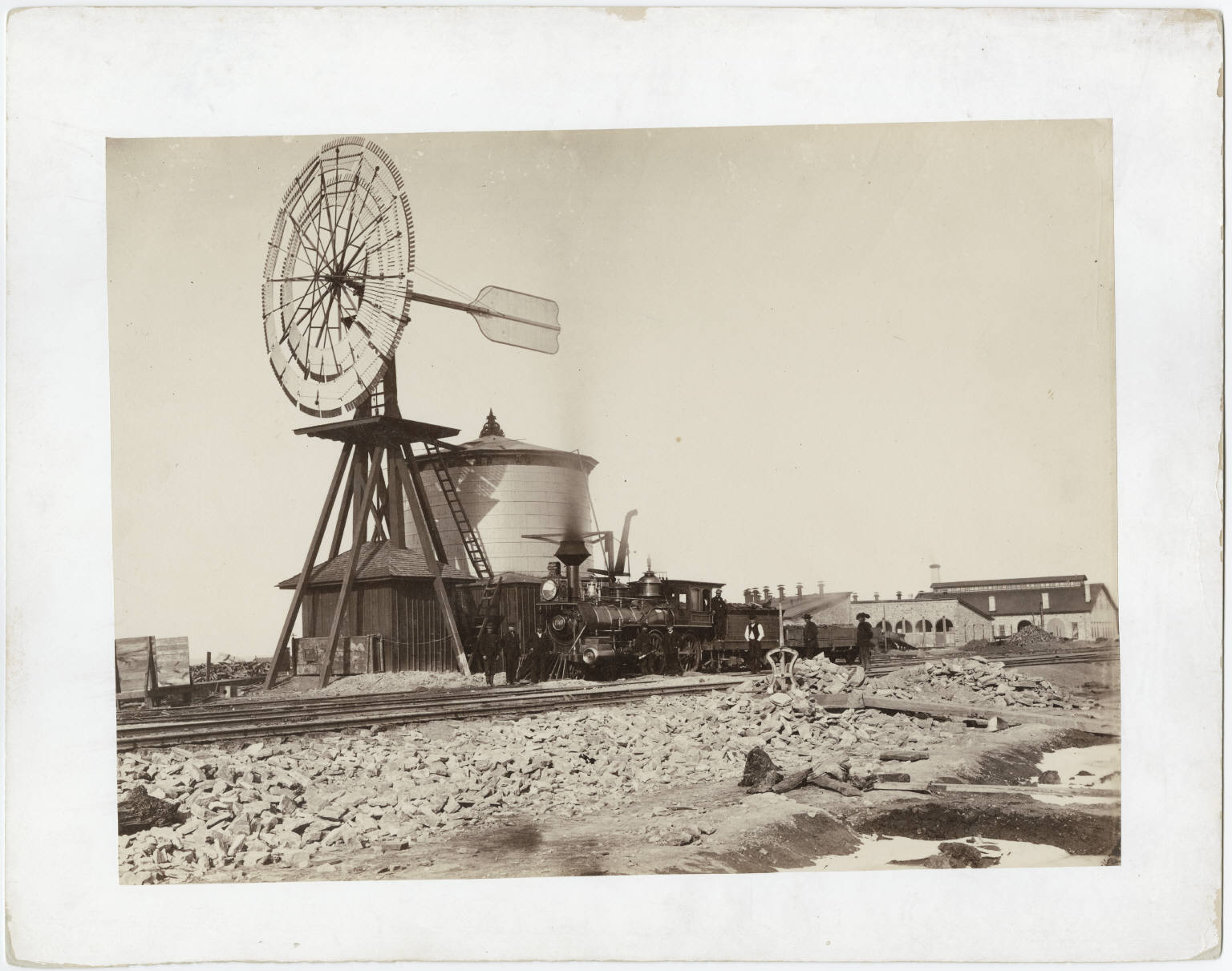
Andrew Joseph Russell - Union Pacific Railroad Company - Windmill, Laramie (Wyoming) en 1868. Bibliothèque de l'université de Princeton. Department of Rare Books and Special Collections.

Une pompe à vent ou pompe à énergie éolienne ou éolienne de pompage est un type d'éolienne utilisée pour pomper de l'eau.

## Historique

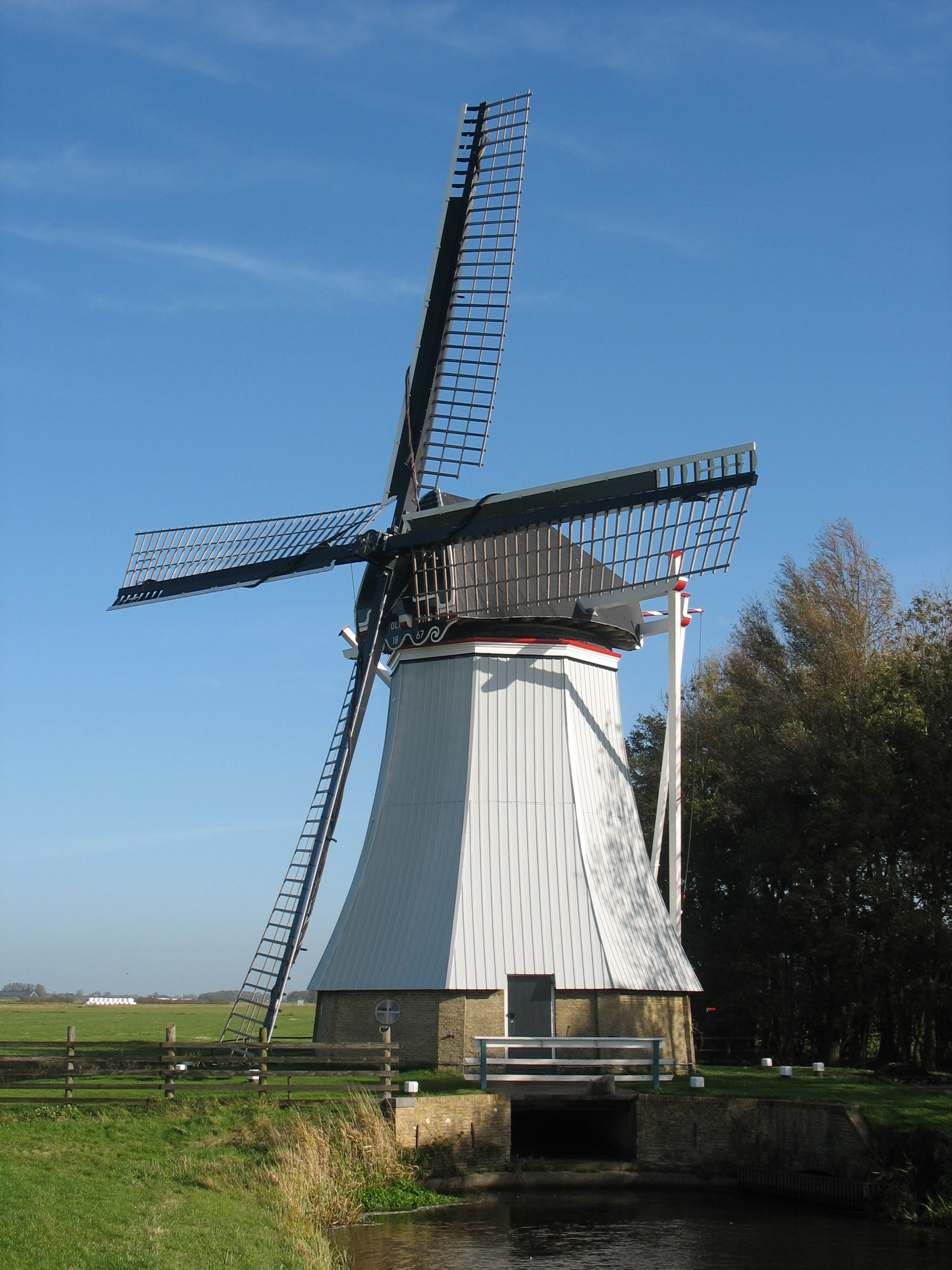
L'Olifant à Burdaard (Frise).

Les pompes à vent ont été utilisées pour pomper de l'eau depuis au moins le IXe siècle dans ce qui est aujourd'hui l'Afghanistan, l'Iran et le Pakistan. L’utilisation d’éoliennes s’est généralisée dans le monde musulman, puis en Chine et en Inde. Les pompes à vent ont par la suite été largement utilisés en Europe, notamment aux Pays-Bas et dans la région d’Est-Anglie en Grande-Bretagne, à partir de la fin du Moyen Âge, pour drainer des terres à des fins agricoles ou foncières.
Les travaux de Simon Stevin, directeur du  waterstaet (service des eaux), ont consisté à améliorer les écluses et les déversoirs afin de contrôler les inondations. Les moulins à vent (moulin de polder) étaient déjà utilisés pour pomper l'eau, mais dans son ouvrage Vande Molens (À propos des moulins), il a suggéré des améliorations, notamment l'idée que les roues doivent tourner lentement, et un meilleur système pour emboiter les dents des engrenages. Ces améliorations ont triplé l'efficacité des éoliennes utilisées pour pomper l'eau des polders. En 1586, Stevin a obtenu un brevet pour son invention.
Des moulins à vent à huit ou dix pales ont été utilisés dans la Région de Murcie en Espagne pour remonter l'eau à des fins d'irrigation. Le mouvement du rotor de l'éolienne descendait dans la tour et ressortait à travers le mur pour faire tourner une grande roue appelée noria. La noria supporte une chaîne à godets qui s’enfonce dans l'eau du puits. Les seaux sont traditionnellement fabriqués en bois ou en argile. Ces moulins à vent sont restés en service jusque dans les années 1950 et nombre de leurs tours sont encore debout.
En 1737, Bernard Forest de Bélidor décrit, dans son ouvrage Architecture hydraulique, le mécanisme d'une pompe aspirante dont le piston agit par le moyen des ailes d'un moulin à vent.
Les premiers immigrants du Nouveau Monde ont apporté d’Europe la technologie des moulins à vent. Dans les fermes américaines, en particulier dans les Grandes Plaines, des pompes à vent ont été utilisées pour pomper l’eau des puits de ferme pour abreuver le bétail. En Californie et dans d’autres États, le moulin à vent faisait partie d’un système autonome d’alimentation en eau domestique, comprenant un puits creusé à la main et un château d’eau constitué d'une tour en bois de séquoias (redwood), soutenant un réservoir fermé par un bardage en séquoia (Tankhouse (en)). La pompe éolienne agricole auto-régulée a été inventée par Daniel Halladay (en) en 1854,. Finalement, des pales en acier et des pylônes en acier ont remplacé la construction en bois et, à leur apogée en 1930, environ 600 000 unités étaient utilisées, avec une puissance moyenne de 250 Watt, soit un total de 150 mégawatts. De très grandes éoliennes en Australie, plus légères, couplent directement le rotor de l’éolienne avec la pompe. Un engrenage arrière supplémentaire entre les petits rotors, pour les zones de grand vent, et la manivelle de la pompe, entravent la course descendante des tiges ; les tiges descendent plus lentement qu'elles ne tomberaient par gravité. En effet, un pompage trop rapide entraînerait le flambage des tiges de pompe, ce qui provoquerait des fuites au niveau du presse-étoupe et une usure de la paroi de la colonne montante (UK: rising main, US: drop-pipe), de sorte que toute puissance serait perdue.
La pompe éolienne à aubes multiples ou à turbine à vent située au sommet d’une tour en treillis en bois ou en acier est donc devenue, pendant de nombreuses années, un élément essentiel du paysage de l’Amérique rurale. Ces moulins, fabriqués par divers fabricants, comportaient un grand nombre de pales leur permettant de tourner lentement, avec un couple important, par vent modéré et de s'auto-réguler par vent fort. Une boîte à engrenages et un vilebrequin au sommet d'une tour convertissent le mouvement de rotation en mouvements alternatifs, entraînant vers le bas une tige jusqu'au cylindre de la pompe située dessous. Aujourd'hui, la hausse des coûts de l'énergie et l'amélioration de la technologie de pompage suscitent un intérêt croissant pour l'utilisation de cette technologie autrefois en déclin.

## Utilisation universelle
Cette section ne s'appuie pas, ou pas assez, sur des sources secondaires ou tertiaires indépendantes du sujet. Le texte peut contenir des analyses inexactes ou inédites de sources primaires.
Pour l'améliorer, ajoutez-en, ou placez des modèles {{Source secondaire souhaitée}} ou {{Source secondaire nécessaire}} sur les passages mal sourcés. (novembre 2022)

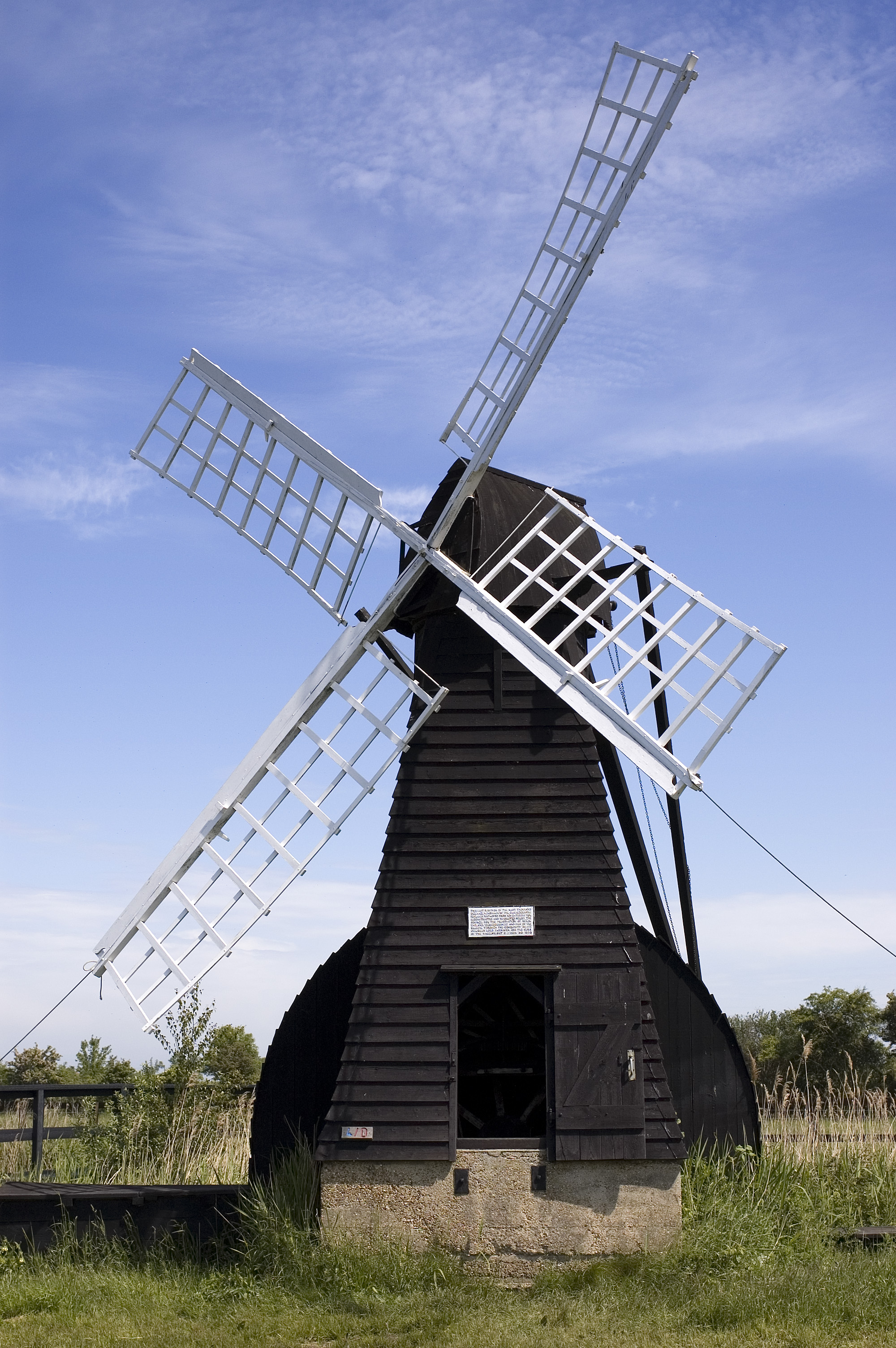
Un drainage windmills, moulin de polder en bois dans les Fens du Cambridgeshire au Royaume-Uni.

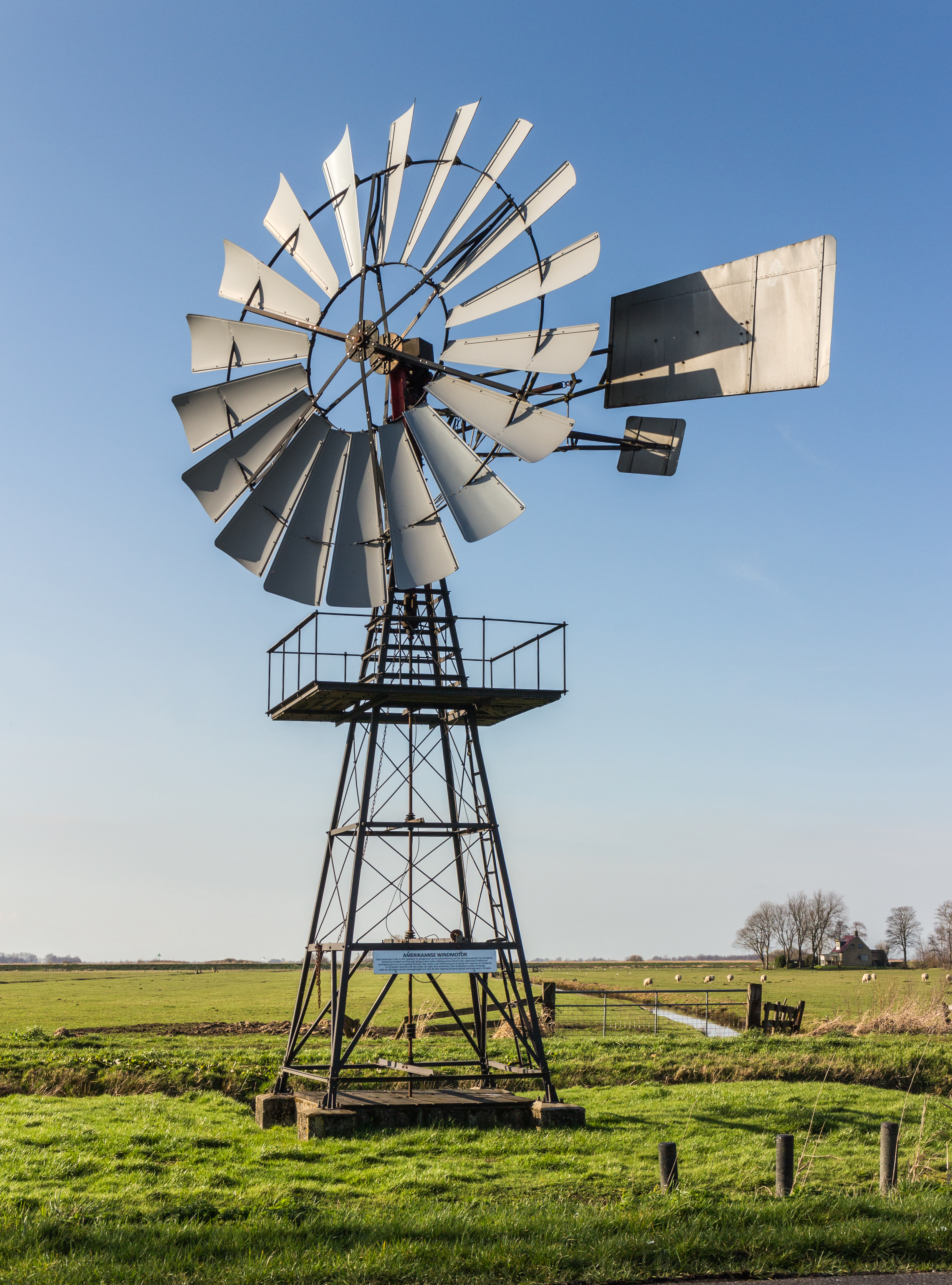
Une pompe à vent à Goingarijp aux Pays-Bas, Mars 2019.

Les Pays-Bas sont bien connus pour leurs moulins à vent (moulin de polder). La plupart de ces structures emblématiques situées le long des polders sont en réalité des pompes à vent, conçues pour drainer le sol. Celles-ci sont particulièrement importantes car une grande partie du pays se situe sous le niveau de la mer.
Au Royaume-Uni, le terme windpump est rarement utilisé, et les pompes à vent sont mieux connues sous le nom drainage windmills (éoliennes de drainage). Nombre d'entre elles ont été construites dans les Broads et les Fens d'Est-Anglie pour permettre l'assèchement des terrains, mais la plupart d'entre elles ont depuis été remplacées par des pompes à moteur diesel ou électriques. De nombreux moulins à vent d'origine sont dans un état délabré mais certains ont été restaurés.
Les pompes à vent sont largement utilisées en Afrique australe, en Australie et dans les fermes et les ranchs des plaines centrales et du sud-ouest des États-Unis. En Afrique du Sud et en Namibie, des milliers de pompes à vent fonctionnent toujours. Celles-ci sont principalement utilisées pour fournir de l'eau à un usage humain, ainsi qu'à abreuver de grands cheptels de moutons.
Le Kenya a également bénéficié en Afrique des développements technologiques de la pompe à vent. À la fin des années 1970, l’ONG britannique Intermediate Technology Development Group a fourni un appui en ingénierie à la société kényane Bobs Harries Engineering Ltd pour le développement des pompes à vent Kijito. Bobs Harries Engineering Ltd fabrique toujours les pompes à vent Kijito, dont plus de 300 fonctionnent dans toute l'Afrique de l'Est.
Dans de nombreuses régions du monde, une pompe à corde est utilisée conjointement avec des éoliennes. Cette pompe facile à construire fonctionne en tirant une corde nouée à travers un tuyau (généralement un simple tuyau en PVC), entraînant ainsi le pompage de l'eau dans le tuyau. Ce type de pompe est devenu courant au Nicaragua et ailleurs.

## Construction
Pour construire une pompe éolienne, le rotor à pales doit être adapté à la pompe. Avec les pompes à vent non électriques, les rotors à lames solides sont mieux utilisés conjointement avec les pompes volumétriques (à piston), car les pompes à piston à simple effet nécessitent environ trois fois plus de couple pour démarrer que pour les maintenir en marche. Les rotors à faible plénitude, par contre, sont mieux utilisés avec les pompes centrifuges, les échelles à eau (waterladder pump (en)) et les pompes à chaîne et à rondelle, pour lesquelles le couple requis par la pompe pour démarrer est inférieur à celui nécessaire pour fonctionner à la vitesse de conception. Les rotors à faible plénitude sont mieux utilisés s'ils sont destinés à entraîner un générateur d'électricité; qui à son tour peut entraîner la pompe.

## Pompes à vent à lames multiples

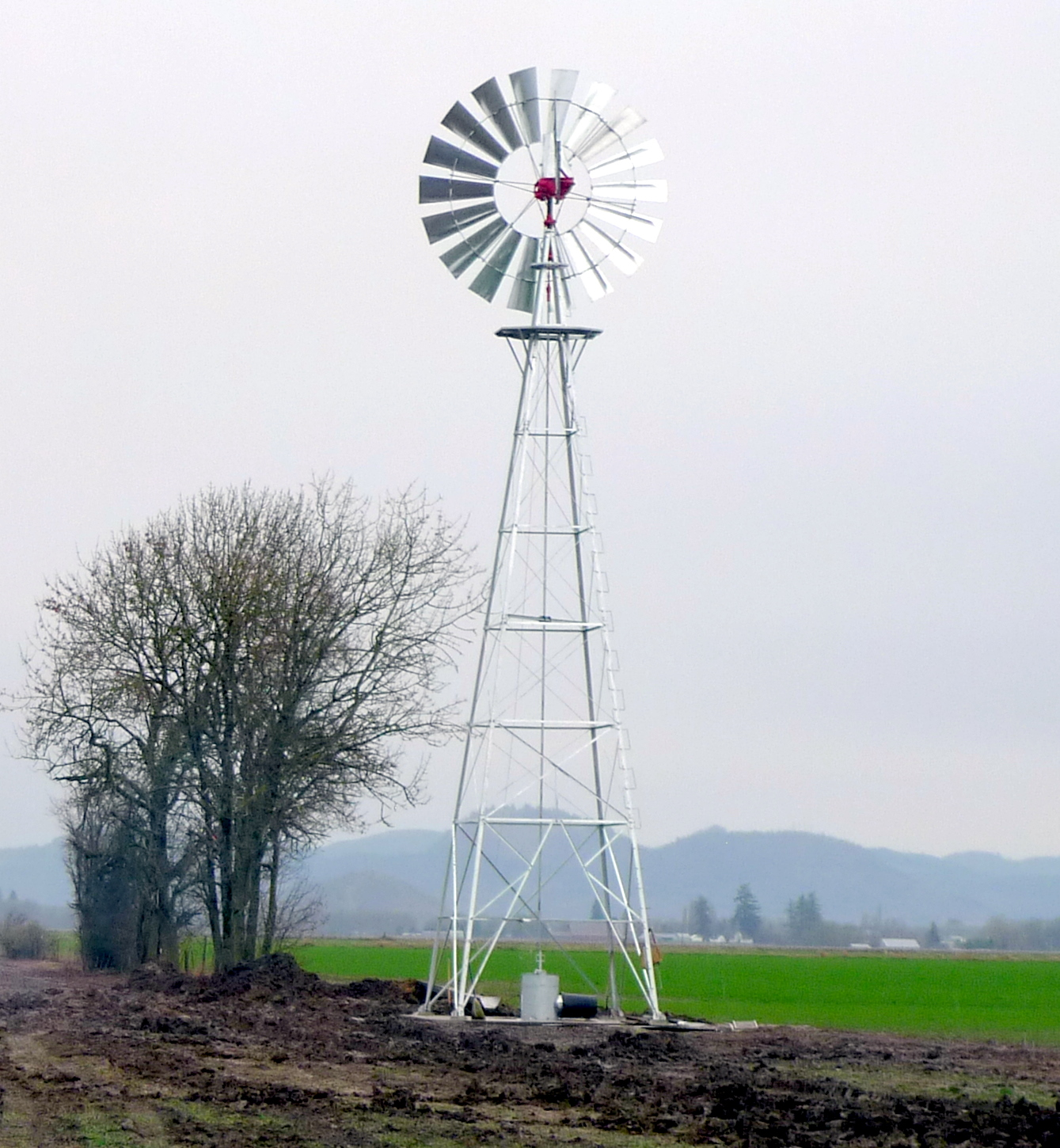
Pompe à eau éolienne à Oak Park Farm (Shedd, Oregon).

Les éoliennes à lames multiples se trouvent dans le monde entier et sont fabriquées aux États-Unis, en Argentine, en Chine, en Nouvelle-Zélande et en Afrique du Sud. Communément appelée « girouette » aux États-Unis et au Canada parce qu'elle se comporte comme une girouette traditionnelle, se déplaçant dans la direction du vent (mais mesurant également la vitesse du vent). Une pompe à vent de 4,8 m de diamètre peut remonter jusqu'à 6 tonnes d'eau par heure jusqu'à une altitude de 30 m avec un vent de 24 à 32 km/h. Cependant, elles ont besoin d’un vent fort pour démarrer et tourner la manivelle de la pompe à piston. Les pompes éoliennes nécessitent peu d'entretien - en règle générale, il suffit de changer l'huile de boîte à engrenages chaque année. On[Qui ?] estime que 60 000 pompes à vent sont encore utilisées aux États-Unis[réf. nécessaire]. Elles sont particulièrement intéressantes pour une utilisation sur des sites distants où l’alimentation électrique n’est pas disponible et où la maintenance est difficile à fournir.
Une pompe à vent commune à plusieurs lames alimente utilement environ 4 % à 8 % de la puissance éolienne annuelle traversant la zone balayée, Cette faible conversion est due à une mauvaise adaptation de la charge entre les rotors éoliens et les pompes à pistons à course fixe.
La principale limite est due à la nature même de la pompe à piston, qui cause plusieurs problèmes :
- le besoin de couple est très variable, avec un maximum à chaque cycle au moment du début de la course ascendante du piston ;
- il y a également un besoin de couple plus important au moment du démarrage du rotor ; ce problème est aggravé si la pompe est à l'arrêt en bas de cycle, au moment du besoin de couple maximum de la pompe ;
- la puissance absorbée est variable, très faible pendant la phase d’aspiration et forte pendant la course ascendante ;
- cette puissance absorbée est proportionnelle à la vitesse du piston. Le piston étant branché directement sur le rotor de l'éolienne, la vitesse de rotation de ce dernier est contrainte, et ne correspond pas bien à la vitesse optimale pour extraire le maximum d'énergie du vent. Une fois démarré, un rotor à plusieurs pales fonctionne à un rapport de vitesse de rotation trop élevé et à un rendement inférieur à son meilleur rendement de 30%[14]. Résoudre ce problème supposerait une boite de vitesses complexe, changeant de rapport au cours du cycle et en fonction de la demande de puissance et de couple. Les mécanismes utilisés sont des palliatifs partiels beaucoup plus simples, profitant d'un contrepoids sur la manivelle dans la tour et un mouvement de lacet avec la direction du vent, qui peuvent au moins étendre le couple à la descente de la manivelle.

### Rotor inefficient

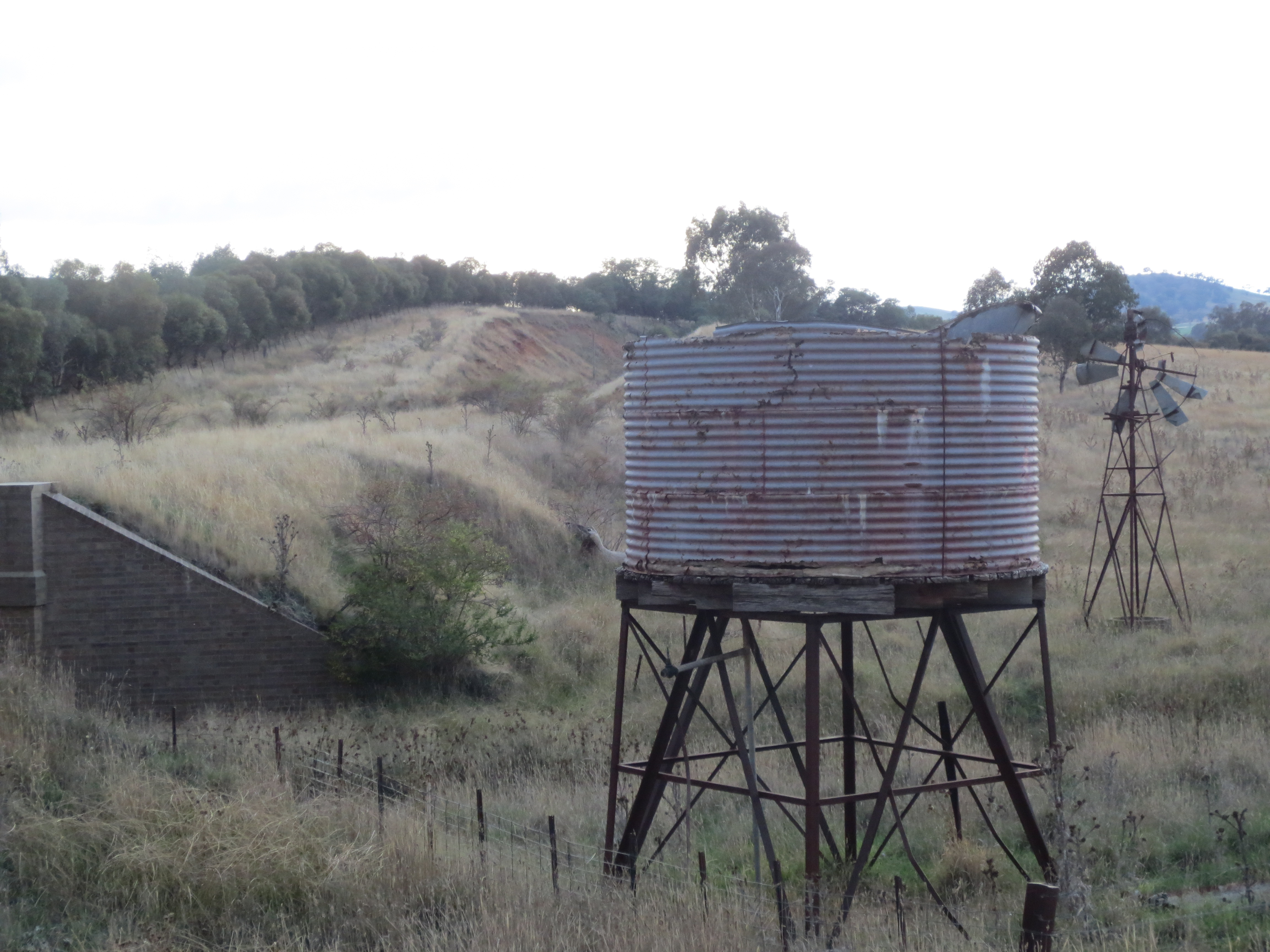
Réservoir d'eau abandonné avec moulin à vent en arrière-plan.

La caractéristique principale d'un rotor à plusieurs lames est le « couple de démarrage élevé », nécessaire au démarrage d'une pompe à piston. Une fois démarré, un rotor multipales fonctionne à un rapport de vitesse trop élevé et à un rendement inférieur à son meilleur rendement de 30 %. Les rotors éoliens modernes peuvent extraire jusqu'à 40 % de la puissance totale maximum extractible (limite de Betz), mais cette puissance nécessite un rapport de vitesse de rotation plus élevé pour un tourbillon plus faible ajouté et gaspillé par le vent. Mais ils auraient besoin d'un mécanisme de course variable plutôt que d'une simple manivelle pour pompe à piston.

### Mauvaise correspondance de charge
Une éolienne à plusieurs lames est un dispositif mécanique associé à une pompe à piston. Comme une pompe à piston possède une course fixe, la demande en énergie de ce type de pompe est proportionnelle à la vitesse de la pompe uniquement. D'autre part, l'alimentation en énergie d'un rotor éolien est proportionnelle au cube de la vitesse du vent. Pour cette raison, un rotor éolien tourne à une vitesse excessive (plus de vitesse que nécessaire), ce qui entraîne une perte d'efficacité aérodynamique.
Une course variable correspondrait à la vitesse du rotor en fonction de la vitesse du vent, fonctionnant comme un « générateur à vitesse variable ». Le débit de la pompe à vent à course variable peut être multiplié par deux, par rapport à une pompe à vent à course fixe à la même vitesse du vent.

### Variation cyclique du couple
Une pompe à piston a une phase d'aspiration très légère, mais la course ascendante est lourde et exerce un couple de retour important sur un rotor au démarrage lorsque la manivelle est horizontale et ascendante. Un contrepoids sur la manivelle en haut de la tour et qui oscille avec la direction du vent peut au moins répartir le couple sur la descente de la manivelle.

## Développement de pompes éoliennes améliorées
Bien que les pompes à vent à lames multiples reposent sur une technologie éprouvée et soient largement utilisées, elles présentent les problèmes fondamentaux mentionnés ci-dessus et nécessitent un mécanisme de course variable.

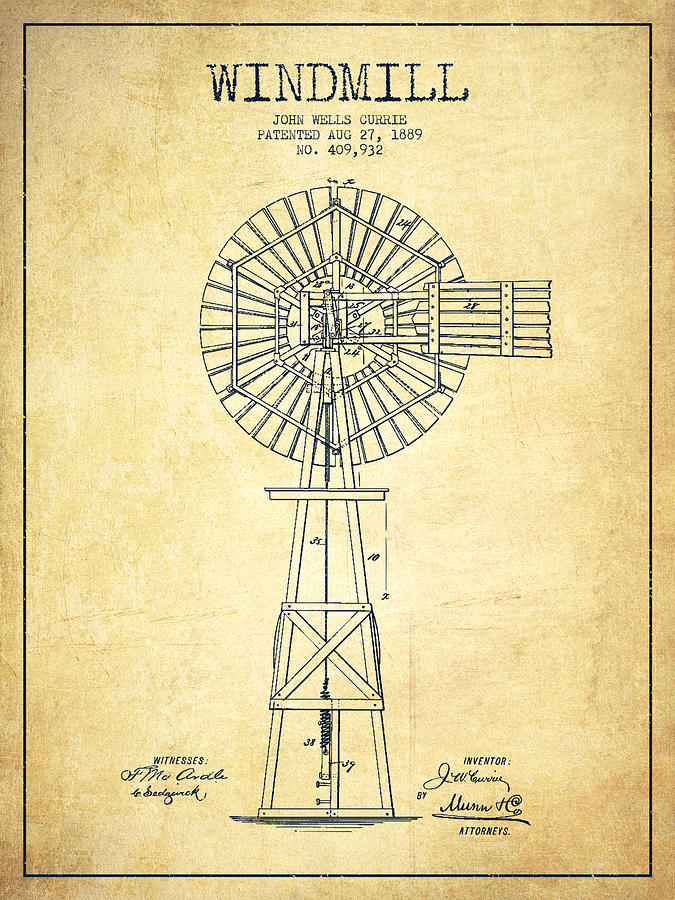
Dessin d'un brevet de moulin à vent datant de 1889.

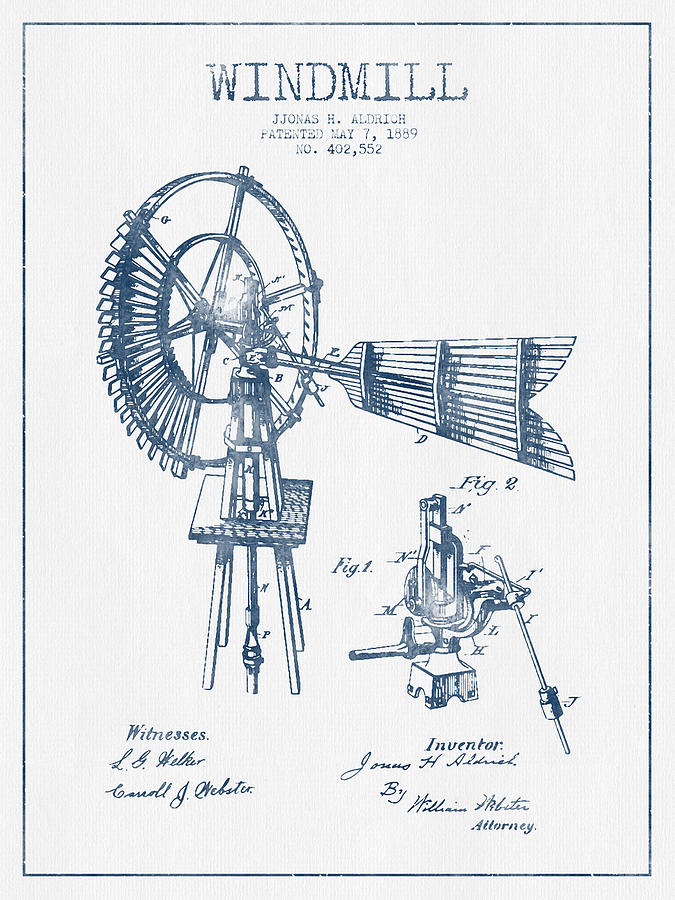
Dessin de brevet de moulin à vent Aldrich de 1889

### Expériences de l'USDA au Texas
Entre 1988 et 1990, une pompe éolienne à course variable a été testée par l'USDA-Agriculture Research Center-Texas, à partir de deux modèles brevetés (brevet Don E. Avery n ° 4.392.785, 1983 - Pump control system for windmills - et brevet Elmo G. Harris n ° 617.877, 1899 - Automatic regulator for wind-wheels). Les systèmes de commande des pompes à vent à course variable étaient mécaniques et hydrauliques; toutefois, ces expériences n’ont attiré l’attention d’aucun fabricant de pompes à vent. Après des expériences avec cette pompe éolienne à course variable, les recherches ont porté sur les systèmes de pompage d’eau éoliens-électriques ; Il n'existe pas encore de pompe à vent à course variable dans le commerce.

### Pompes à vent flottantes
Des pompes à vent flottantes (fluttering windpumps) ont été développées au Canada avec une course de pompe variant fortement avec l’amplitude, absorbant toute la puissance variable dans le vent et empêchant la lame unique (uniblade) de balancer trop loin au-delà de l’horizontal par rapport à sa position verticale. Elles sont beaucoup plus légères et utilisent moins de matériau que les pompes à vent à lames multiples et peuvent pomper efficacement dans des régimes de vent léger,.

### Expériences turques
Un ingénieur turc a repensé la technologie de la pompe à vent à course variable en utilisant un équipement de commande électronique moderne. La recherche a débuté en 2004 avec un soutien gouvernemental pour la R&D. Les premières pompes à vent à course variable de nouvelle génération ont été conçues après dix ans de recherche et développement. La conception de la pompe à vent à course variable de 30 kW comprend un rotor de type Darrieus moderne, une technologie de freinage à contrepoids et à récupération.

### Pompe éolienne à axe vertical (VAWP)
En utilisant une éolienne à axe vertical, la redirection du couple de l'éolienne de l'axe horizontal à l'axe vertical peut être résolue, créant ainsi une connexion d'arbre de base entre l'éolienne et la pompe. La connexion directe peut produire une pompe éolienne plus efficace. Par exemple, la combinaison du système VAWP avec un système d'irrigation goutte à goutte à haute pression (HP-VAWP) peut conduire, avec une optimisation appropriée, à une efficacité deux à trois fois supérieure à celle des pompes éoliennes traditionnelles[source secondaire souhaitée].

## Combinaisons
Le système éolien peut être couplé à de nombreuses technologies de pompe en perpétuelle évolution.

### Tjasker

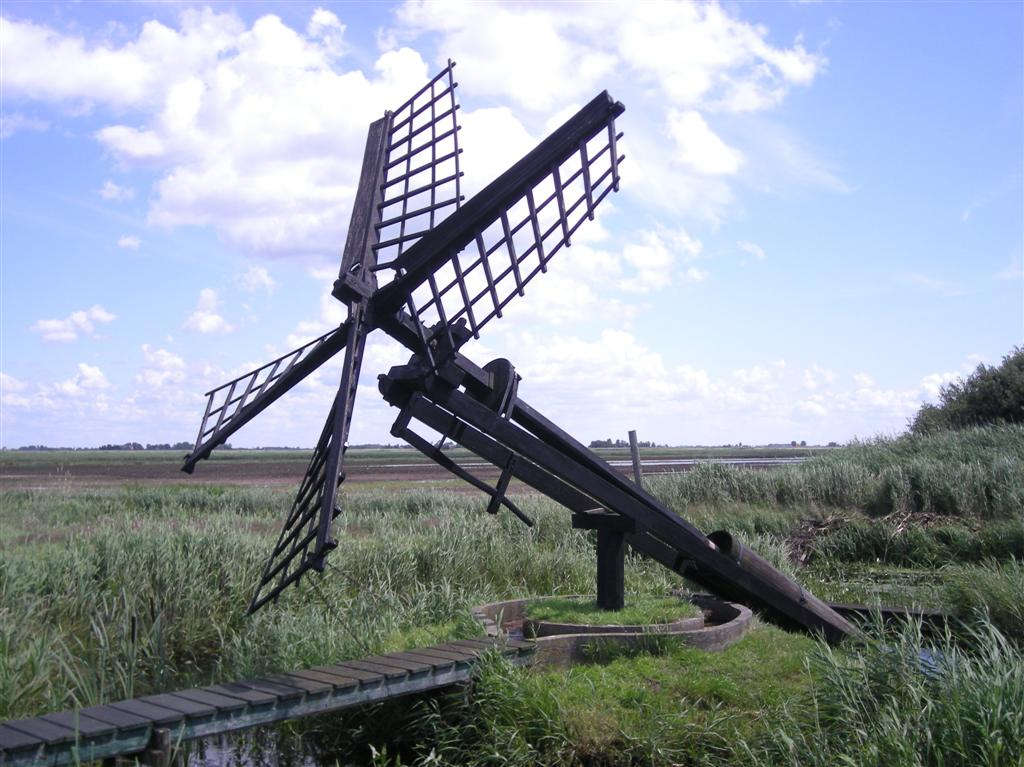
Tjasker.

Aux Pays-Bas, le Tjasker (nl) est un moulin à drainage à voiles communes relié à une vis d'Archimède. Ce moulin est utilisé pour pomper de l'eau dans les zones où seulement une petite élévation est nécessaire. L'arbre à vent repose sur un trépied qui lui permet de pivoter. La vis d'Archimède soulève l'eau dans un anneau collecteur, où elle est aspirée dans un fossé à un niveau supérieur, drainant ainsi les terres.

### Pompes à vent thaïlandaises
En Thaïlande, les pompes à vent sont traditionnellement construites sur des modèles chinois de pompes à vent. Ces pompes sont construites à partir de poteaux en bambou à armatures métalliques portant des voiles en tissu ou en natte de bambou ; une pompe à aubes ou une pompe échelle d'eau (en) est fixée à un rotor thaïlandais. Elles sont principalement utilisées dans les marais salants où la hauteur d’eau requise est généralement inférieure à 1 mètre.

### Pompes à vent françaises
Les premières pompes à vent furent  principalement produites par la société Bollée. De 1872 à 1933, environ 350 éoliennes furent installés dans quarante-quatre départements de France métropolitaine et dans quelques pays étrangers.